# Blauwe wimpel
De Blauwe wimpel is een onderscheiding die (passagiers)schepen krijgen als ze een nieuw snelheidsrecord vestigen bij het oversteken van de Atlantische Oceaan. Als meetpunten worden gebruikt "Ambrose lightship" voor de kust van New York en Bishop Rock in zuidwest Engeland. Een schip kan een nieuw record vestigen op zowel de westelijke als de oostelijke oversteek of allebei.

## Geschiedenis
In de tijd van de grote oceaanstomers (eind negentiende eeuw tot halverwege de twintigste eeuw) was de Blauwe wimpel van groot belang voor de trans-Atlantische scheepvaartmaatschappijen. Het in handen hebben van de Blauwe wimpel werkte namelijk enorm prestigeverhogend voor zowel de rederij als de natie. Vooral tussen Groot-Brittannië en Duitsland (later Frankrijk) was er veel concurrentie.
Hoewel de meeste maatschappijen beweerden dat veiligheid het belangrijkste was en snelheid pas op de tweede plaats kwam, staken ze het winnen van de Blauwe wimpel niet onder stoelen of banken. Schepen met de titel "snelste schip" waren bijna altijd volgeboekt. Als passagiers voor dat schip geen kaartje meer konden bemachtigen dan kozen ze vaak toch voor een schip van dezelfde maatschappij in plaats van de concurrent (zelfs als de oversteek hierdoor langer duurde). Op deze manier had de hele vloot van een rederij profijt van een "Blauwe wimpelhouder".
Ook de ontwikkeling van de scheepsbouw werd hierdoor gestimuleerd. In hun poging steeds snellere en grotere schepen te bouwen pasten scheepswerven steeds modernere technologie toe in hun ontwerpen. Zo werden raderaangedreven schepen verdrongen door schepen met schroefaandrijving, werd bij de constructie van de romp ijzer vervangen door staal en werd de zuigerstoommachine verdreven door de stoomturbine.
In 1934 stelde het Engelse parlementslid Harold Hales een gouden trofee beschikbaar aan de houder van de Blauwe wimpel. Tot die tijd was de Blauwe wimpel slechts een denkbeeldige prijs, hoogstens zichtbaar gemaakt door het dragen van een blauwe wimpel aan de mast van het betreffende schip.

## Heden
Na het einde van de geregelde trans-Atlantische scheepvaart in de zestiger jaren van de twintigste eeuw door de opkomst van het (straal)vliegtuig is de Blauwe wimpel in onbruik geraakt. De laatste jaren zijn er echter weer nieuwe recordpogingen gedaan door diverse schepen. De Cat-Link V maakte op 20 juli 1998 in handen van Scandlines de oversteek in 2 dagen, 20 uur en 9 minuten met een gemiddelde snelheid van 39.897 knopen en is daarmee de houder van de Hales trofee. De regels van de Hales trofee zijn echter niet exact hetzelfde als de regels voor de Blauwe wimpel, daarom wordt de United States nog steeds gezien als de officiële drager van de Blauwe wimpel.

## Blauwe wimpelhouders

### West naar Oost
| Jaar | Rederij                                       | Land                                  | Naam schip               | Foto | Tijd in dgn-hr-min     | Gem. Snelheid in knopen |
| ---- | --------------------------------------------- | ------------------------------------- | ------------------------ | ---- | ---------------------- | ----------------------- |
| 1833 | Geen                                          | Canada                                | Royal William            |      | 25 dagen               | ± 4,5                   |
| 1838 | British and American Steam Navigation Company | Verenigd Koninkrijk/ Verenigde Staten | Sirius                   |      | 18 dagen               | 7,31                    |
| 1838 | Great Western Steamship Company               | Verenigd Koninkrijk                   | Great Western            |      | 14 dagen 15 uur 59 min | 9,14                    |
| 1838 | Great Western Steamship Company               | Verenigd Koninkrijk                   | Great Western            |      | 12 dagen 16 uur 34 min | 10,17                   |
| 1840 | Cunard Line                                   | Verenigd Koninkrijk/ Verenigde Staten | RMS Britannia            |      | 9 dagen 21 uur 44 min  | 10,98                   |
| 1843 | Cunard Line                                   | Verenigd Koninkrijk/ Verenigde Staten | Columbia                 |      | 9 dagen 12 uur         | 11,11                   |
| 1843 | Cunard Line                                   | Verenigd Koninkrijk/ Verenigde Staten | Hibernia                 |      | 9 dagen 10 uur 44 min  | 11,18                   |
| 1843 | Cunard Line                                   | Verenigd Koninkrijk/ Verenigde Staten | Hibernia                 |      | 8 dagen 22 uur 44 min  | 11,80                   |
| 1849 | Cunard Line                                   | Verenigd Koninkrijk/ Verenigde Staten | Canada                   |      | 8 dagen 12 uur 44 min  | 12,38                   |
| 1851 | Collins Line                                  | Verenigde Staten                      | SS Pacific               |      | 9 dagen 20 uur 44 min  | 13,03                   |
| 1852 | Collins Line                                  | Verenigde Staten                      | SS Arctic                |      | 9 dagen 17 uur 15 min  | 13,06                   |
| 1856 | Cunard Line                                   | Verenigd Koninkrijk/ Verenigde Staten | RMS Persia               |      | 9 dagen 10 uur 22 min  | 13,46                   |
| 1856 | Cunard Line                                   | Verenigd Koninkrijk/ Verenigde Staten | RMS Persia               |      | 9 dagen 3 uur 24 min   | 13,89                   |
| 1856 | Cunard Line                                   | Verenigd Koninkrijk/ Verenigde Staten | RMS Persia               |      | 8 dagen 23 uur 19 min  | 14,15                   |
| 1863 | Cunard Line                                   | Verenigd Koninkrijk/ Verenigde Staten | Scotia                   |      | 8 dagen 5 uur 42 min   | 14,16                   |
| 1869 | Inman Line                                    | Verenigd Koninkrijk                   | City of Brussels         |      | 7 dagen 20 uur 33 min  | 14,74                   |
| 1873 | White Star Line                               | Verenigd Koninkrijk                   | Baltic                   |      | 7 dagen 20 uur 9 min   | 15,09                   |
| 1875 | Inman Line                                    | Verenigd Koninkrijk                   | City of Berlin           |      | 7 dagen 15 uur 28 min  | 15,37                   |
| 1876 | White Star Line                               | Verenigd Koninkrijk                   | Germanic                 |      | 7 dagen 15 uur 17 min  | 15,79                   |
| 1876 | White Star Line                               | Verenigd Koninkrijk                   | Britannic                |      | 7 dagen 12 uur 41 min  | 15,94                   |
| 1879 | Guion Line                                    | Verenigd Koninkrijk                   | Arizona                  |      | 7 dagen 8 uur 11 min   | 15,96                   |
| 1882 | Guion Line                                    | Verenigd Koninkrijk                   | Alaska                   |      | 6 dagen 22 uur min     | 16,81                   |
| 1882 | Guion Line                                    | Verenigd Koninkrijk                   | Alaska                   |      | 6 dagen 18 uur 37 min  | 17,10                   |
| 1884 | Guion Line                                    | Verenigd Koninkrijk                   | Oregon                   |      | 7 dagen 2 uur 18 min   | 17,12                   |
| 1884 | Guion Line                                    | Verenigd Koninkrijk                   | Oregon                   |      | 6 dagen 16 uur 57 min  | 18,09                   |
| 1884 | Cunard Line                                   | Verenigd Koninkrijk/ Verenigde Staten | Oregon                   |      | 6 dagen 12 uur 54 min  | 18,18                   |
| 1884 | Cunard Line                                   | Verenigd Koninkrijk/ Verenigde Staten | Oregon                   |      | 6 dagen 11 uur 9 min   | 18,39                   |
| 1885 | Cunard Line                                   | Verenigd Koninkrijk/ Verenigde Staten | Etruria                  |      | 6 dagen 9 uur min      | 18,44                   |
| 1888 | Cunard Line                                   | Verenigd Koninkrijk/ Verenigde Staten | Etruria                  |      | 6 dagen 4 uur 50 min   | 19,36                   |
| 1889 | Inman & International Line                    | Verenigde Staten                      | City of Paris            |      | 6 dagen 0 uur 29 min   | 20,03                   |
| 1892 | Inman & International Line                    | Verenigde Staten                      | City of Paris            |      | 5 dagen 19 uur 57 min  | 20,11                   |
| 1893 | Cunard Line                                   | Verenigd Koninkrijk/ Verenigde Staten | Campania                 |      | 5 dagen 17 uur 27 min  | 21,30                   |
| 1894 | Cunard Line                                   | Verenigd Koninkrijk/ Verenigde Staten | Lucania                  |      | 5 dagen 13 uur 28 min  | 21,81                   |
| 1894 | Cunard Line                                   | Verenigd Koninkrijk/ Verenigde Staten | Lucania                  |      | 5 dagen 12 uur 28 min  | 21,90                   |
| 1895 | Cunard Line                                   | Verenigd Koninkrijk/ Verenigde Staten | Lucania                  |      | 5 dagen 11 uur 40 min  | 22,00                   |
| 1897 | Norddeutscher Lloyd                           | Duitse Keizerrijk                     | Kaiser Wilhelm der Große |      | 5 dagen 17 uur 23 min  | 22,33                   |
| 1900 | HAPAG                                         | Duitse Keizerrijk                     | Deutschland              |      | 5 dagen 15 uur 5 min   | 22,84                   |
| 1900 | HAPAG                                         | Duitse Keizerrijk                     | Deutschland              |      | 5 dagen 7uur 38 min    | 23,36                   |
| 1901 | HAPAG                                         | Duitse Keizerrijk                     | Deutschland              |      | 5 dagen 11 uur 51 min  | 23,38                   |
| 1901 | HAPAG                                         | Duitse Keizerrijk                     | Deutschland              |      | 5 dagen 11 uur 5 min   | 23,51                   |
| 1904 | Norddeutscher Lloyd                           | Duitse Keizerrijk                     | Kaiser Wilhelm II        |      | 5 dagen 11 uur 58 min  | 23,58                   |
| 1907 | Cunard Line                                   | Verenigd Koninkrijk/ Verenigde Staten | RMS Lusitania            |      | 4 dagen 22 uur 53 min  | 23,61                   |
| 1907 | Cunard Line                                   | Verenigd Koninkrijk/ Verenigde Staten | Mauretania               |      | 4 dagen 22 uur 23 min  | 23,69                   |
| 1908 | Cunard Line                                   | Verenigd Koninkrijk/ Verenigde Staten | Mauretania               |      | 5 dagen 2 uur 41min    | 23,90                   |
| 1908 | Cunard Line                                   | Verenigd Koninkrijk/ Verenigde Staten | Mauretania               |      | 5 dagen 0 uur 5 min    | 24,42                   |
| 1909 | Cunard Line                                   | Verenigd Koninkrijk/ Verenigde Staten | Mauretania               |      | 4 dagen 20 uur 27 min  | 25,16                   |
| 1909 | Cunard Line                                   | Verenigd Koninkrijk/ Verenigde Staten | Mauretania               |      | 4 dagen 18 uur35 min   | 25,61                   |
| 1909 | Cunard Line                                   | Verenigd Koninkrijk/ Verenigde Staten | Mauretania               |      | 4 dagen 18 uur 11 min  | 25,70                   |
| 1909 | Cunard Line                                   | Verenigd Koninkrijk/ Verenigde Staten | Mauretania               |      | 4 dagen 17 uur 21 min  | 25,88                   |
| 1924 | Cunard Line                                   | Verenigd Koninkrijk/ Verenigde Staten | Mauretania               |      | 5 dagen 1 uur 49 min   | 26,25                   |
| 1929 | Norddeutscher Lloyd                           | Duitse Keizerrijk                     | Bremen                   |      | 4 dagen 14 uur 30 min  | 27,91                   |
| 1933 | Norddeutscher Lloyd                           | Duitse Rijk                           | Bremen                   |      | 4 dagen 16 uur 15 min  | 28,51                   |
| 1935 | French Line                                   | Frankrijk                             | Normandie                |      | 4 dagen 3 uur 25 min   | 30,31                   |
| 1936 | Cunard White Star                             | Verenigd Koninkrijk/ Verenigde Staten | Queen Mary               |      | 3 dagen 23 uur 57 min  | 30,63                   |
| 1937 | French Line                                   | Frankrijk                             | Normandie                |      | 4 dagen 0 uur 6 min    | 30,99                   |
| 1937 | French Line                                   | Frankrijk                             | Normandie                |      | 3 dagen 22 uur 7 min   | 31,20                   |
| 1938 | Cunard White Star                             | Verenigd Koninkrijk/ Verenigde Staten | Queen Mary               |      | 3 dagen 20 uur 42 min  | 31,69                   |
| 1952 | United States Lines                           | Verenigde Staten                      | United States            |      | 3 dagen 10 uur 40 min  | 35,59                   |

### Oost naar West
| Jaar | Rederij                                       | Land                                  | Naam schip               | Foto | Tijd in dgn-hr-min     | Gem. Snelheid in knopen |
| ---- | --------------------------------------------- | ------------------------------------- | ------------------------ | ---- | ---------------------- | ----------------------- |
| 1838 | British and American Steam Navigation Company | Verenigd Koninkrijk/ Verenigde Staten | Sirius                   |      | 18 dagen 14 uur 22 min | 8,03                    |
| 1838 | Great Western Steamship Company               | Verenigd Koninkrijk                   | Great Western            |      | 15 dagen 12 uur        | 8,66                    |
| 1838 | Great Western Steamship Company               | Verenigd Koninkrijk                   | Great Western            |      | 14 dagen 16 uur        | 8,92                    |
| 1839 | Great Western Steamship Company               | Verenigd Koninkrijk                   | Great Western            |      | 13 dagen 12 uur        | 9,52                    |
| 1841 | Cunard Line                                   | Verenigd Koninkrijk/ Verenigde Staten | Columbia                 |      | 10 dagen 19 uur        | 9,78                    |
| 1843 | Great Western Steamship Company               | Verenigd Koninkrijk                   | Great Western            |      | 12 dagen 18 uur        | 10,03                   |
| 1845 | Cunard Line                                   | Verenigd Koninkrijk/ Verenigde Staten | Cambria                  |      | 9 dagen 20 uur 30 min  | 10,71                   |
| 1848 | Cunard Line                                   | Verenigd Koninkrijk/ Verenigde Staten | America                  |      | 9 dagen 0 uur 16 min   | 11,71                   |
| 1848 | Cunard Line                                   | Verenigd Koninkrijk/ Verenigde Staten | Europa                   |      | 8 dagen 23 uur         | 11,79                   |
| 1850 | Cunard Line                                   | Verenigd Koninkrijk/ Verenigde Staten | Asia                     |      | 8 dagen 14 uur 50 min  | 12,25                   |
| 1850 | Collins Line                                  | Verenigde Staten                      | Pacific                  |      | 10 dagen 4 uur 5 min   | 12,46                   |
| 1851 | Collins Line                                  | Verenigde Staten                      | Baltic                   |      | 9 dagen 19 uur 26 min  | 12,91                   |
| 1854 | Collins Line                                  | Verenigde Staten                      | Baltic                   |      | 9 dagen 16 uur 52 min  | 13,04                   |
| 1856 | Cunard Line                                   | Verenigd Koninkrijk/ Verenigde Staten | RMS Persia               |      | 9 dagen 16 uur 16 min  | 13,11                   |
| 1863 | Cunard Line                                   | Verenigd Koninkrijk/ Verenigde Staten | Scotia                   |      | 8 dagen 3 uur          | 14,46                   |
| 1872 | White Star Line                               | Verenigd Koninkrijk                   | Adriatic                 |      | 7 dagen 23 uur 17 min  | 14,53                   |
| 1875 | White Star Line                               | Verenigd Koninkrijk                   | Germanic                 |      | 7 dagen 23 uur 7 min   | 14,65                   |
| 1875 | Inman Line                                    | Verenigd Koninkrijk                   | City of Berlin           |      | 7 dagen 18 uur 2 min   | 15,21                   |
| 1876 | White Star Line                               | Verenigd Koninkrijk                   | Britannic                |      | 7 dagen 13 uur 11 min  | 15,43                   |
| 1877 | White Star Line                               | Verenigd Koninkrijk                   | Germanic                 |      | 7 dagen 11 uur 37 min  | 15,76                   |
| 1882 | Guion Line                                    | Verenigd Koninkrijk                   | Alaska                   |      | 7 dagen 6 uur 20 min   | 16,07                   |
| 1882 | Guion Line                                    | Verenigd Koninkrijk                   | Alaska                   |      | 7 dagen 4 uur 12 min   | 16,67                   |
| 1882 | Guion Line                                    | Verenigd Koninkrijk                   | Alaska                   |      | 7 dagen 1 uur 58 min   | 16,98                   |
| 1883 | Guion Line                                    | Verenigd Koninkrijk                   | Alaska                   |      | 6 dagen 23 uur 48 min  | 17,05                   |
| 1884 | Guion Line                                    | Verenigd Koninkrijk                   | Oregon                   |      | 6 dagen 10 uur 10 min  | 18,56                   |
| 1885 | Cunard Line                                   | Verenigd Koninkrijk/ Verenigde Staten | Etruria                  |      | 6 dagen 5 uur 31 min   | 18,73                   |
| 1887 | Cunard Line                                   | Verenigd Koninkrijk/ Verenigde Staten | Umbria                   |      | 6 dagen 4 uur 12 min   | 19,22                   |
| 1888 | Cunard Line                                   | Verenigd Koninkrijk/ Verenigde Staten | Etruria                  |      | 6 dagen 1 uur 55 min   | 19,56                   |
| 1889 | Inman & International Line                    | Verenigde Staten                      | City of Paris            |      | 5 dagen 23 uur 7 min   | 19,95                   |
| 1889 | Inman & International Line                    | Verenigde Staten                      | City of Paris            |      | 5 dagen 19 uur 18 min  | 20,01                   |
| 1891 | White Star Line                               | Verenigd Koninkrijk                   | Majestic                 |      | 5 dagen 18 uur 8 min   | 20,1                    |
| 1891 | White Star Line                               | Verenigd Koninkrijk                   | Teutonic                 |      | 5 dagen 16 uur 31 min  | 20,35                   |
| 1892 | Inman & International Line                    | Verenigde Staten                      | City of Paris            |      | 5 dagen 15 uur 53 min  | 20,48                   |
| 1892 | Inman & International Line                    | Verenigde Staten                      | City of Paris            |      | 5 dagen 14 uur 24 min  | 20,7                    |
| 1893 | Cunard Line                                   | Verenigd Koninkrijk/ Verenigde Staten | Campania                 |      | 5 dagen 15 uur 37 min  | 21,12                   |
| 1894 | Cunard Line                                   | Verenigd Koninkrijk/ Verenigde Staten | Campania                 |      | 5 dagen 9 uur 29 min   | 21,44                   |
| 1894 | Cunard Line                                   | Verenigd Koninkrijk/ Verenigde Staten | Lucania                  |      | 5 dagen 8 uur 38 min   | 21,65                   |
| 1894 | Cunard Line                                   | Verenigd Koninkrijk/ Verenigde Staten | Lucania                  |      | 5 dagen 7 uur 48 min   | 21,75                   |
| 1894 | Cunard Line                                   | Verenigd Koninkrijk/ Verenigde Staten | Lucania                  |      | 5 dagen 7 uur 23 min   | 21,81                   |
| 1898 | Norddeutscher Lloyd                           | Duitse Keizerrijk                     | Kaiser Wilhelm der Große |      | 5 dagen 20 uur         | 22,29                   |
| 1900 | Hamburg Amerika Line                          | Duitse Keizerrijk                     | Deutschland              |      | 5 dagen 15 uur 46 min  | 22,42                   |
| 1900 | Hamburg Amerika Line                          | Duitse Keizerrijk                     | Deutschland              |      | 5 dagen 12 uur 29 min  | 23,02                   |
| 1901 | Hamburg Amerika Line                          | Duitse Keizerrijk                     | Deutschland              |      | 5 dagen 16 uur 12 min  | 23,06                   |
| 1902 | Norddeutscher Lloyd                           | Duitse Keizerrijk                     | Kronprinz Wilhelm        |      | 5 dagen 11 uur 57 min  | 23,09                   |
| 1903 | Hamburg Amerika Line                          | Duitse Keizerrijk                     | Deutschland              |      | 5 dagen 11 uur 54 min  | 23,15                   |
| 1907 | Cunard Line                                   | Verenigd Koninkrijk/ Verenigde Staten | RMS Lusitania            |      | 4 dagen 19 uur 52 min  | 23,99                   |
| 1908 | Cunard Line                                   | Verenigd Koninkrijk/ Verenigde Staten | RMS Lusitania            |      | 4 dagen 20 uur 22 min  | 24,83                   |
| 1908 | Cunard Line                                   | Verenigd Koninkrijk/ Verenigde Staten | RMS Lusitania            |      | 4 dagen 19 uur 36 min  | 25,01                   |
| 1909 | Cunard Line                                   | Verenigd Koninkrijk/ Verenigde Staten | RMS Lusitania            |      | 4 dagen 16 uur 40 min  | 25,65                   |
| 1909 | Cunard Line                                   | Verenigd Koninkrijk/ Verenigde Staten | Mauretania               |      | 4 dagen 10 uur 51 min  | 26,06                   |
| 1929 | Norddeutscher Lloyd                           | Duitse Keizerrijk                     | Bremen                   |      | 4 dagen 14 uur 30 min  | 27,91                   |
| 1930 | Norddeutscher Lloyd                           | Duitse Keizerrijk                     | Europa                   |      | 4 dagen 17 uur 6 min   | 27,91                   |
| 1933 | Norddeutscher Lloyd                           | Duitse Rijk                           | Europa                   |      | 4 dagen 16 uur 48 min  | 27,92                   |
| 1933 | Italia Line                                   | Italië                                | Rex                      |      | 4 dagen 13 uur 58 min  | 28,92                   |
| 1935 | French Line                                   | Frankrijk                             | Normandie                |      | 4 dagen 3 uur 2 min    | 29,98                   |
| 1936 | Cunard White Star                             | Verenigd Koninkrijk/ Verenigde Staten | Queen Mary               |      | 4 dagen 0 uur 27 min   | 30,14                   |
| 1937 | French Line                                   | Frankrijk                             | Normandie                |      | 3 dagen 23 uur 2 min   | 30,58                   |
| 1938 | Cunard White Star                             | Verenigd Koninkrijk/ Verenigde Staten | Queen Mary               |      | 3 dagen 21 uur 48 min  | 30,99                   |
| 1952 | US Lines                                      | Verenigde Staten                      | United States            |      | 3 dagen 12 uur 12 min  | 34,51                   |

### Post 1969 Hales Trofee Winnaars
Deze worden niet officieel gezien als houders van de Blauwe wimpel.
| Jaar | Rederij    | Land                  | Naam schip               | Foto | Tijd in dgn-hr-min   | Gem. Snelheid in knopen |
| ---- | ---------- | --------------------- | ------------------------ | ---- | -------------------- | ----------------------- |
| 1990 | Hoverspeed | Verenigd Koninkrijk   | Hoverspeed Great Britain |      | 3 dagen 7 uur 54 min | 36,97                   |
| 1998 | Buquebus   | Argentinië            | Catalonia                |      | 3 dagen 9 uur 55 min | 38,85                   |
| 1998 | Scandlines | Denemarken/ Duitsland | Cat-Link V               |      | 2 dagen 20 uur 9 min | 39,90                   |

## Trivia
Het maritieme tijdschrift De Blauwe Wimpel is naar deze onderscheiding genoemd.